# Aradus fuscipennis
Aradus fuscipennis är en insektsart som beskrevs av Robert L. Usinger 1936. Aradus fuscipennis ingår i släktet Aradus och familjen barkskinnbaggar. Inga underarter finns listade i Catalogue of Life.